# Back slang
El back slang és una llengua codificada en anglès en què la paraula escrita es pronuncia fonèticament llegint-la cap enrere.

## Ús
Es creu que el back slang es va originar a l'Anglaterra victoriana, essent utilitzat principalment pels venedors del mercat, com ara carnissers i venedors de fruita, per poder mantenir converses privades a l'esquena dels seus clients i transmetre productes de menor qualitat a clients menys observadors. La primera referència publicada va ser el 1851, a London May and the London Poor de Henry Mayhew.
Alguna paraula de back slang s'ha arribat a introduir dins l'anglès estàndard. Per exemple, el terme yob originalment era el back slang de "boy".
El back slang no es limita només a les paraules que es pronuncien fonèticament cap enrere. L'anglès utilitza sovint diftongs, que és un problema per al back slang, ja que els diftongs no es poden revertir. La correcció resultant altera lleugerament el back slang tradicional. Un exemple són els pantalons i el seu diftong ou, que es substitueix per wo a la versió de back slang.
Es diu que el back slang és utilitzat a les presons pels interns per dificultar que els consellers puguin escoltar les converses dels presos i esbrinar de què parlaven.
S'ha informat que el back slang ha estat adoptat per motius de privacitat a les pistes de tennis estrangeres pels joves jugadors anglesos Laura Robson i Heather Watson.

## Altres llengües
Altres llengües tenen formes codificades similars, però invertint l'ordre de les síl·labes en lloc dels fonemes. Entre altres hi ha:
- Francès verlan, en el qual, per exemple, français [fʁɑ̃sɛ] esdevé céfran [sefʁɑ̃];
- Francès louchébem, que també es basa en la inversió de síl·labes, però afegint síl·labes addicionals;
- Podana grec[4] (per exemple, la paraula βυζί es converteix en ζυβί[5]);
- IsiXhosa & isiZulu Ilwimi / Ulwimi utilitzat principalment per adolescents, sovint anomenat "idioma de l'escola secundària";
- Tougo japonès (倒 語), on les mores d'una paraula s'inverteixen i les vocals de vegades es converteixen en vocals llargues (hara, “estómac”, es converteix en raaha);
- Lunfardo, un argot en castellà parlat a l'Argentina, inclou paraules en vesre (de revés, literalment "cap enrere");
- Šatrovački, un sistema d'argot serbo-croat-bosnià;
- Suec del segle xix (per exemple, la paraula fika , que significa aproximadament "pausa cafè").